# Nové Osady
Nové Osady Nagyfödémes településrésze, egykor önálló kisközség Szlovákiában, a Nagyszombati kerületben, a Galántai járásban. Hajmás (szk. Hajmáš) és Szőgyén (szk. Sedín), melyeket Nové Osady (korábban Švehlovo) néven összegeztek, Lencsehely (szk. Šošovičné vagy Lenčeheľ), valamint az egykori Tehel tartozik hozzá.

## Fekvése
Galántától 13 km-re délnyugatra, Nagyfödémestől 3 km-re délre fekszik.

## Története
A települést 1927-ben szlovák és morva telepesek alapították. Elnevezése 1951-ig Švehlovo, ezt követően Nové Osady. 1976-ban Nagyfödémeshez csatolták.